# 360搜索
360搜索（英語：360 Search，原好搜、360综合搜索），是北京奇虎科技有限公司开发的一款搜索引擎，主打“安全、精准、可信赖”。
360搜索于2012年8月16日上线， 9月启用独立域名so.com。「奇虎」稱，其中“S”代表Safe（安全），“O”代表Open（开放）。2015年「360搜索」更名為「好搜」，次年重新改为「360搜索」，並推出全新口號：「360搜索，So靠譜」。
借助奇虎360旗下软件的高装机率优势，360搜索上线一周之内就成为了中国大陆市场占有率第二的搜索引擎。截至2015年底，360搜索占中国搜索引擎市场份额的35%，居第二位，仅次于百度。
2022年底，隨著GPT大模型的浪潮，奇虎360稱已轉型為投入AI研究的公司，2023年成為首家將搜索與人工智能整合的廠商，但被評為還不成熟。4月份並推出了企業版「360 智脑」分析軟件。

## 架构
360搜索集合了各大搜索引擎的搜索链接，360新闻搜索是360自主推出的综合新闻，网页搜索为综合搜索，视频搜索是360视频，MP3搜索是360音乐，图片搜索则是360图片，地图搜索是360地图，问答是360问答，百科全书是360百科。但是360搜索的下拉框中可以找到其他有推出此服务的搜索引擎。

## 360搜索产品

### 360图片
360图片是360搜索于2012年12月24日測試版上線自主研发推出的相似图片智能搜索频道，检索网页图片。
360图片分为瀑布流和传统两种排列方式，并以图片大小划分搜索类别，也可以任意選擇尺寸，調整适应窗口。

### 360新闻
是360搜索旗下新闻搜索平台，由360和上海亿之唐信息服务有限公司联合运营（在网信办的备案名称为“上海奇虎网”）。

### 360问答
是360搜索旗下问答工具，其主旨是“你问，大家答”。

### 360软件
由雷电应用提供下载链接。

## 發展历史

### 2012年推出

原360搜索的標誌（2012年-2015年）

2012年8月16日：360搜索低调推出「综合搜索」，並整合了百度搜索、Google搜索、Bing搜索平台。
2012年8月28日：百度对360搜索展开反击，当用户通过360搜索前往百度知道、百科、贴吧等服务时，将会强行跳转至百度首页。有网友分析百度此举是因为360违反robots协议，违规抓取百度内容。奇虎公司董事长周鸿祎称“百度是在滥用Robots协议，阻碍360进入搜索市场。”
2012年9月21日：启用重金购买的独立域名“so.com”及“sou.com”。
2012年11月28日：推出360音乐搜索。
2012年11月30日：推出360地图搜索服务，並与高德地图合作。
2012年12月24日：推出360图片搜索。

### 2013年
2013年1月6日：低调上线360百科（baike.so.com）。
2013年1月15日：推出手机应用搜索。
2013年4月23日：推出原360良医搜索正式上线。
2013年7月18日：发布雷电手机搜索。

### 2015年

好搜時期的標誌 (2015年-2016年)

2015年1月6日：「360搜索」更名為「好搜」，启用新域名“haosou.com”，更换标志。

### 2016年
2016年2月1日：“好搜”重新更名为“360搜索”，返回旧域名“so.com”，同时更换标志。
2016年5月3日，在魏则西事件后，360搜索宣布终止医疗广告业务，并下线所有的消费者医疗商业推广。然而在2018年5月，据新华社报道，360搜索赫然出现了医疗竞价广告。

## 份额
- 2012年8月16日，上线，搜索份额即8%。
- 2012年8月28日，cnzz首次更新日份额，360搜索为8.73%
- 2012年8月30日，突破9.01%
- 2012年9月2日，达到10.06%
- 2012年12月1日，达到11.06%
- 2013年2月8日，达到13.04%
- 2013年2月14日，达到15.21%
- 2013年6月1日，达到16.14%
- 2013年6月9日，达到17.18%
- 2013年7月29日，达到18.07%
- 2013年9月13日，达到19.19%
- 2013年9月19日，达到20.31%
- 2013年9月30日，达到21.09%
- 2013年10月13日，达到22.05%
- 2013年11月23日，达到23.11%
- 2013年12月14日，达到24.23%
- 2014年1月16日，达到25.18%[19]

## 与其他网站的纠纷

### 与百度的纠纷
由于360的综合搜索被固定在了360安全网址的默认搜索，对搜索引擎巨头百度造成了一定的影响，双方爆发了恶性竞争事件。
360搜索结果有大量广告。

## 争议
2021年3月15日，中国中央电视台3·15晚会曝光360搜索医药广告造假，引发各界强烈批评。上海市场监管连夜进驻360搜索上海总代理公司进行调查，360搜索APP也在多个应用市场下架。360搜索发文致歉称“对于违法违规行径，我们必将严肃处理”。2021年4月13日，360搜索運營方北京好搜点睛科技有限公司被北京市市场监管局罚款200万元。